# Baker’s Hill
Baker’s Hill – wieś w Anglii, w hrabstwie Gloucestershire. Leży 27 km na zachód od miasta Gloucester i 175 km na zachód od Londynu.